# Saint-Jean-de-Maruéjols-et-Avéjan
Pour les articles homonymes, voir Saint-Jean.
Saint-Jean-de-Maruéjols-et-Avéjan est une commune française située dans le nord du département du Gard en région Occitanie.
Exposée à un climat méditerranéen, elle est drainée par la Cèze, la Claysse, le ruisseau de Malaygue, Valat de Lérou et par divers autres petits cours d'eau. La commune possède un patrimoine naturel remarquable : deux sites Natura 2000 (« la Cèze et ses gorges » et les « garrigues de Lussan ») et cinq zones naturelles d'intérêt écologique, faunistique et floristique (ZNIEFF).
Saint-Jean-de-Maruéjols-et-Avéjan est une commune rurale qui compte 856 habitants en 2022.  Ses habitants sont appelés les Saint-Jeannais ou  Saint-Jeannaises.
Le patrimoine architectural de la commune comprend un immeuble protégé au titre des monuments historiques : le château d'Avéjan, inscrit en 2018.

## Géographie
| Saint-Sauveur-de-Cruzières Ardèche | Barjac                            |                           |
| Saint-Victor-de-Malcap             | Saint-Jean-de-Maruéjols-et-Avéjan | Saint-Privat-de-Champclos |
| Rochegude                          | Rochegude                         | Tharaux                   |

Le village se situe au nord du département du Gard, à 5 km de l'Ardèche (Saint-Sauveur-de-Cruzières). Il est composé d'un bourg central (Saint-Jean-de-Maruéjols), d'un hameau (Avéjan) et de plusieurs lieux-dits.
La commune fait partie de la Communauté de communes du Pays de Cèze, du canton de Rousson et de l'arrondissement d'Alès.
Saint-Jean est un village situé en bordure des gorges de la Cèze, où la verdure et le pittoresque sont lieux de rendez-vous. Divers vestiges gallo-romains indiquent que ce lieu a été habité très anciennement.

### Climat
Pour des articles plus généraux, voir Climat de l'Occitanie et Climat du Gard.
En 2010, le climat de la commune est de type climat méditerranéen franc, selon une étude s'appuyant sur une série de données couvrant la période 1971-2000. En 2020, Météo-France publie une typologie des climats de la France métropolitaine dans laquelle la commune est dans une zone de transition entre le climat de montagne et le climat méditerranéen et est dans la région climatique Provence, Languedoc-Roussillon, caractérisée par une pluviométrie faible en été, un très bon ensoleillement (2 600 h/an), un été chaud (21,5 °C), un air très sec en été, sec en toutes saisons, des vents forts (fréquence de 40 à 50 % de vents > 5 m/s) et peu de brouillards.
Pour la période 1971-2000, la température annuelle moyenne est de 13,5 °C, avec une amplitude thermique annuelle de 17,6 °C. Le cumul annuel moyen de précipitations est de 976 mm, avec 6,8 jours de précipitations en janvier et 3,5 jours en juillet. Pour la période 1991-2020, la température moyenne annuelle observée sur la station météorologique la plus proche, située sur la commune de Méjannes-le-Clap à 6 km à vol d'oiseau, est de 13,6 °C et le cumul annuel moyen de précipitations est de 1 000,8 mm,. Pour l'avenir, les paramètres climatiques de la commune estimés pour 2050 selon différents scénarios d’émission de gaz à effet de serre sont consultables sur un site dédié publié par Météo-France en novembre 2022.

### Milieux naturels et biodiversité

#### Réseau Natura 2000

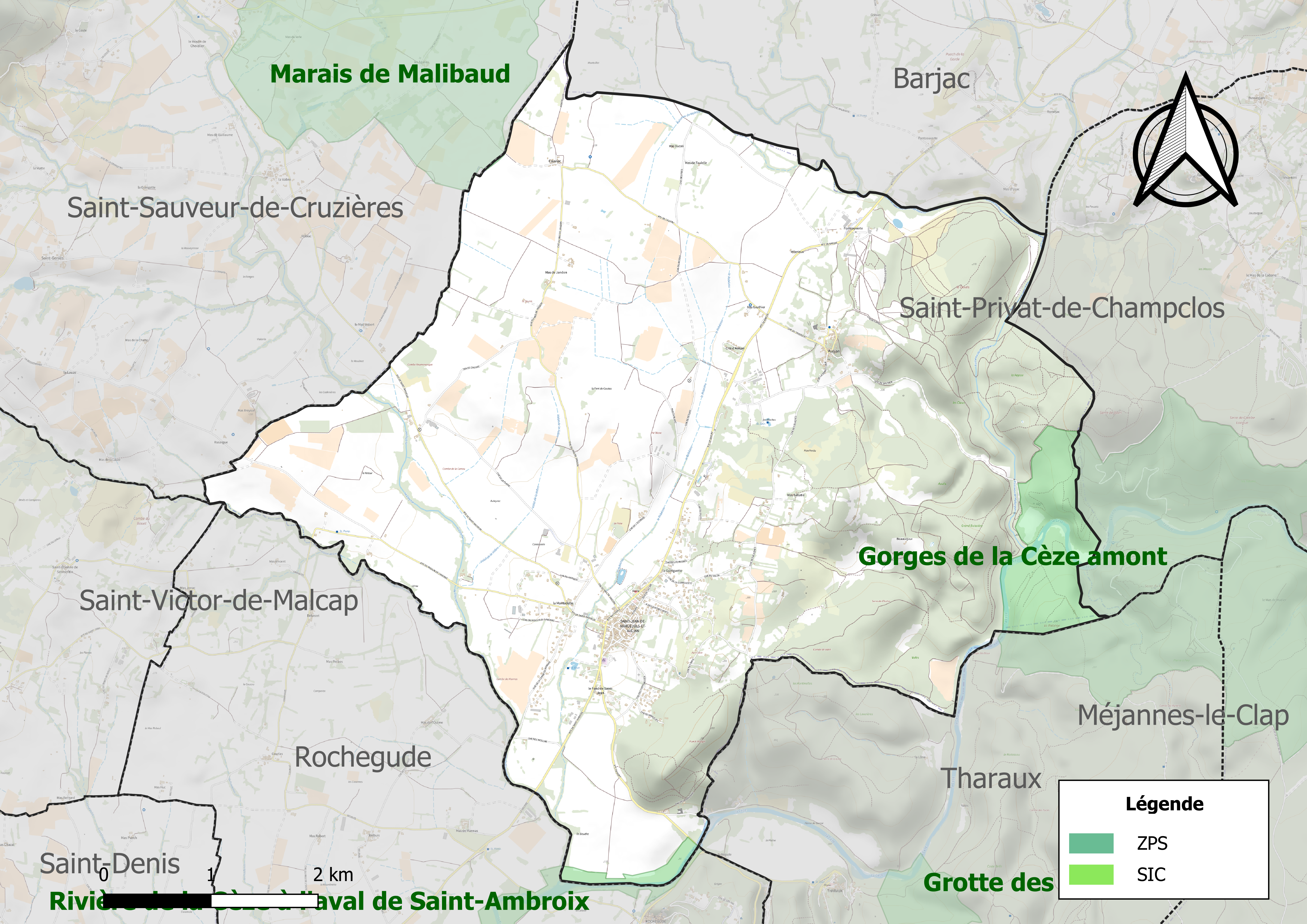
Site Natura 2000 sur le territoire communal.

Le réseau Natura 2000 est un réseau écologique européen de sites naturels d'intérêt écologique élaboré à partir des directives habitats et oiseaux, constitué de zones spéciales de conservation (ZSC) et de zones de protection spéciale (ZPS).
Un site Natura 2000 a été défini sur la commune au titre de la directive habitats :
- « la Cèze et ses gorges », d'une superficie de 3 550 ha, un territoire dont les principaux habitats naturels sont des formations méditerranéennes (Asplenion, Quercion ilicis) dans les gorges, avec notamment des descentes remarquables d'espèces montagnardes[9]

et un au titre de la directive oiseaux : 
- les « garrigues de Lussan », d'une superficie de 29 150 ha. Ce site abritait en 1999 un site de nidfication d'un couple de vautour percnoptère. Ce site constitue  un lien essentiel dans la petite population méditerranéenne résiduelle du Sud-Est de la France (comprenant une vingtaine de couples seulement), situé entre les noyaux d'Ardèche et Drôme-Isère, au nord, des gorges du Gardon, au sud, du Lubéron et des Alpilles, à l'est, du haut montpelliérais et des Gorges Tarn-Jonte[10].

#### Zones naturelles d'intérêt écologique, faunistique et floristique
L’inventaire des zones naturelles d'intérêt écologique, faunistique et floristique (ZNIEFF) a pour objectif de réaliser une couverture des zones les plus intéressantes sur le plan écologique, essentiellement dans la perspective d’améliorer la connaissance du patrimoine naturel national et de fournir aux différents décideurs un outil d’aide à la prise en compte de l’environnement dans l’aménagement du territoire.
Deux ZNIEFF de type 1 sont recensées sur la commune :
les « gorges de la Cèze amont » (486 ha), couvrant 4 communes du département, et 
la « rivière de la Cèze à l'aval de Saint-Ambroix » (228 ha), couvrant 9 communes du département
et trois ZNIEFF de type 2, : 
- le « cours moyen de la Cèze » (648 ha), couvrant 16 communes du département[14] ;
- les « gorges de la Cèze » (2 609 ha), couvrant 7 communes du département[15] ;
- les « plateaux calcaires méridionaux du Bas Vivarais » (8 289 ha), couvrant 7 communes du département[16].

Carte des ZNIEFF de type 1 et 2 à Saint-Jean-de-Maruéjols-et-Avéjan.
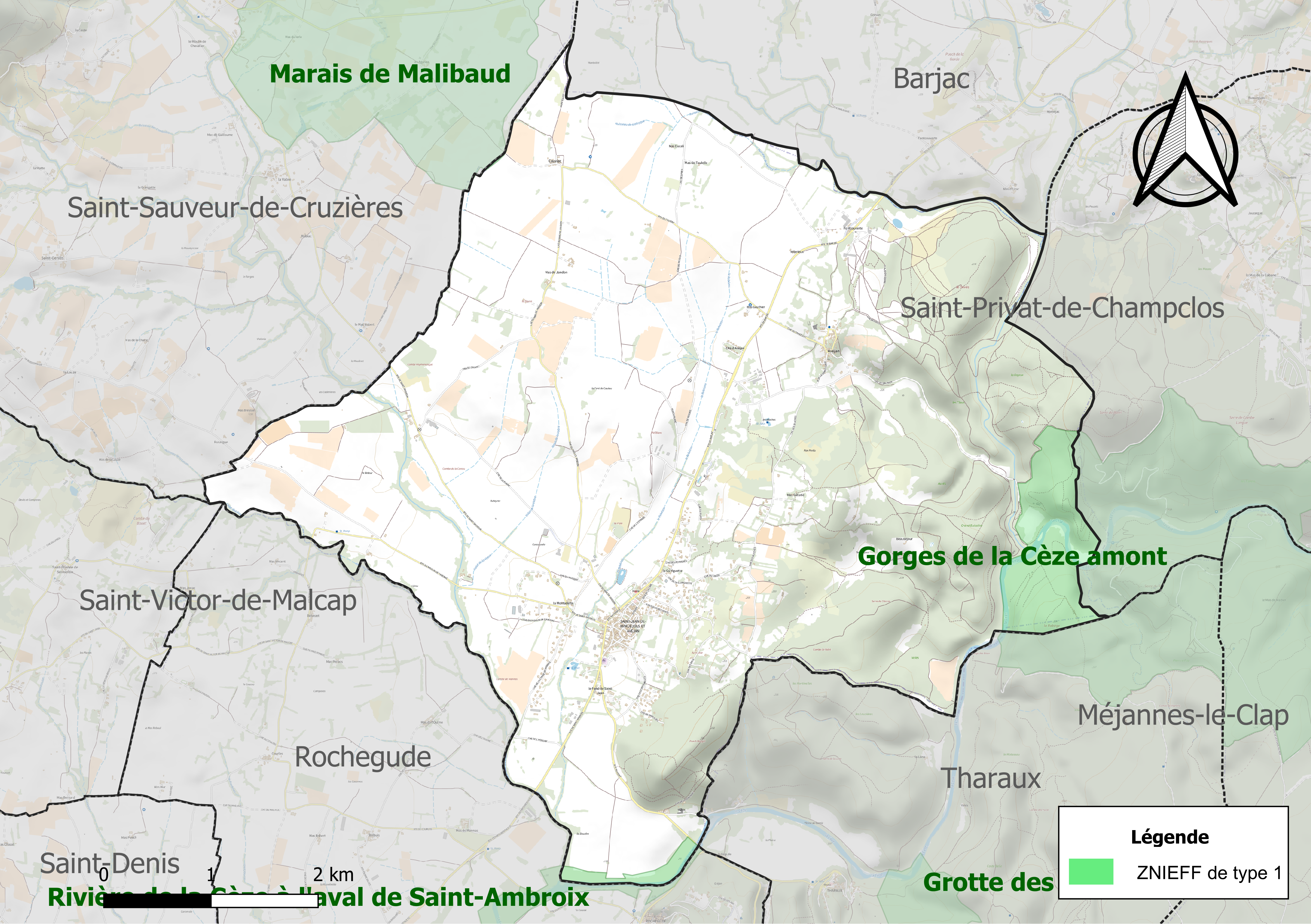
Carte des ZNIEFF de type 1 sur la commune.
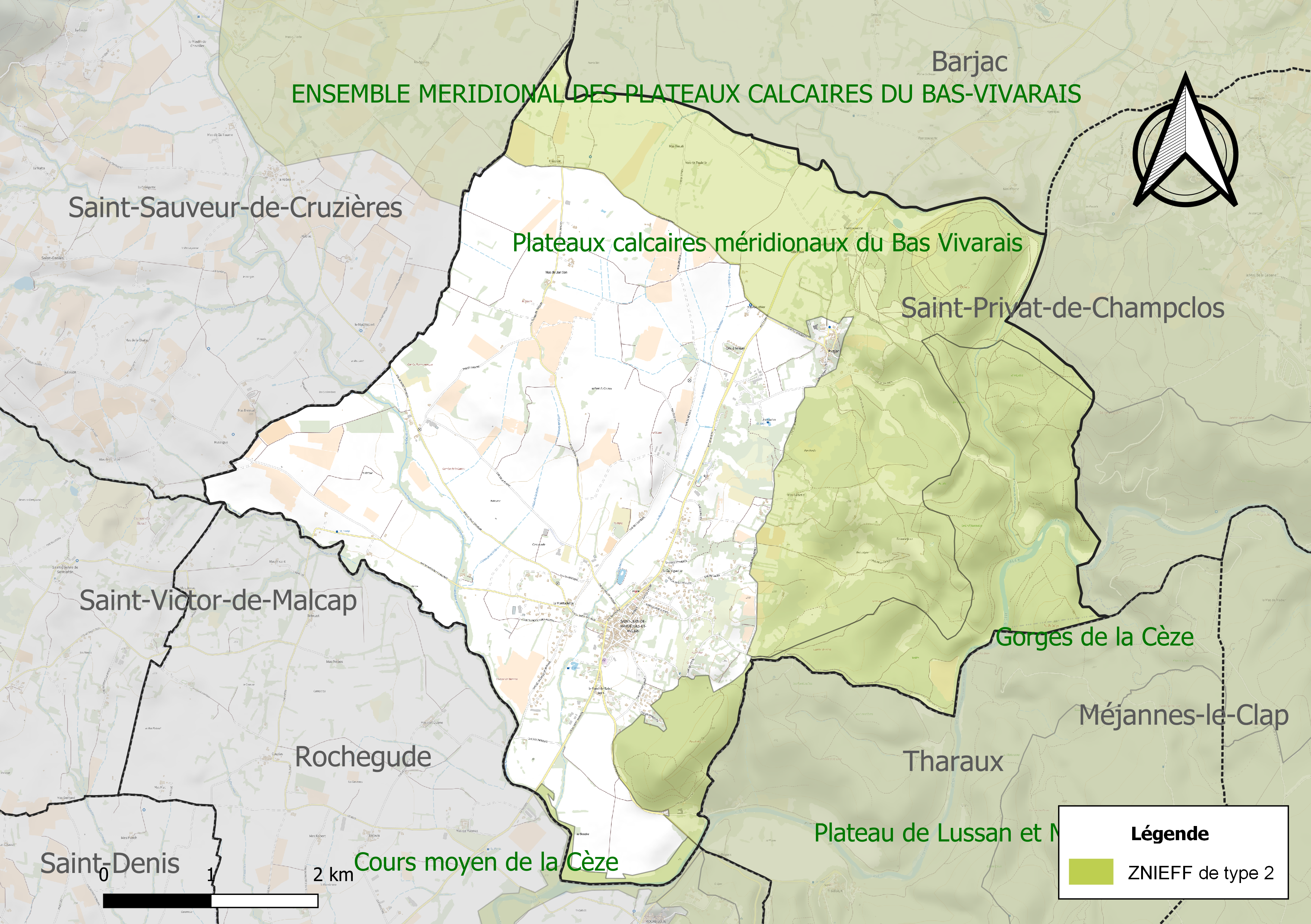
Carte des ZNIEFF de type 2 sur la commune.

## Urbanisme

### Typologie
Au 1er janvier 2024, Saint-Jean-de-Maruéjols-et-Avéjan est catégorisée commune rurale à habitat dispersé, selon la nouvelle grille communale de densité à sept niveaux définie par l'Insee en 2022.
Elle est située hors unité urbaine et hors attraction des villes,.

### Occupation des sols
L'occupation des sols de la commune, telle qu'elle ressort de la base de données européenne d’occupation biophysique des sols Corine Land Cover (CLC), est marquée par l'importance des territoires agricoles (65,6 % en 2018), une proportion sensiblement équivalente à celle de 1990 (65,9 %). La répartition détaillée en 2018 est la suivante : 
zones agricoles hétérogènes (57 %), forêts (23,8 %), milieux à végétation arbustive et/ou herbacée (7,3 %), cultures permanentes (4,5 %), zones urbanisées (3,3 %), terres arables (3,3 %), prairies (0,8 %). L'évolution de l’occupation des sols de la commune et de ses infrastructures peut être observée sur les différentes représentations cartographiques du territoire : la carte de Cassini (XVIIIe siècle), la carte d'état-major (1820-1866) et les cartes ou photos aériennes de l'IGN pour la période actuelle (1950 à aujourd'hui).

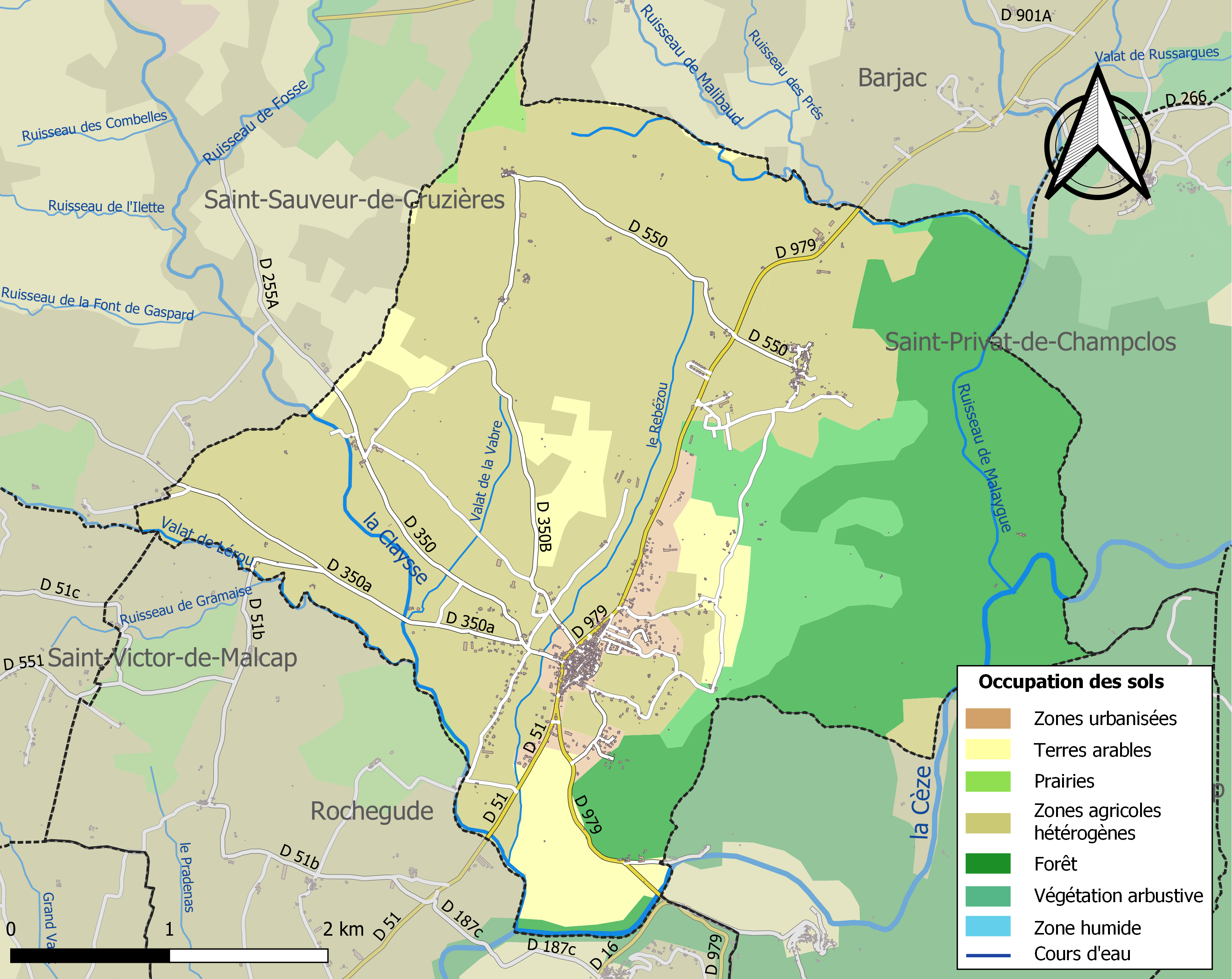
Carte des infrastructures et de l'occupation des sols de la commune en 2018 (CLC).

### Risques majeurs
Le territoire de la commune de Saint-Jean-de-Maruéjols-et-Avéjan est vulnérable à différents aléas naturels : météorologiques (tempête, orage, neige, grand froid, canicule ou sécheresse), inondations, feux de forêts, mouvements de terrains et séisme (sismicité modérée). Il est également exposé à un risque technologique, la rupture d'un barrage, et à un risque particulier : le risque de radon. Un site publié par le BRGM permet d'évaluer simplement et rapidement les risques d'un bien localisé soit par son adresse soit par le numéro de sa parcelle.

#### Risques naturels
Certaines parties du territoire communal sont susceptibles d’être affectées par le risque d’inondation par débordement de cours d'eau et par une crue torrentielle ou à montée rapide de cours d'eau, notamment la Cèze et la Claysse. La commune a été reconnue en état de catastrophe naturelle au titre des dommages causés par les inondations et coulées de boue survenues en 1982, 1983, 1987, 1992, 1993, 1998, 2002 et 2006,.

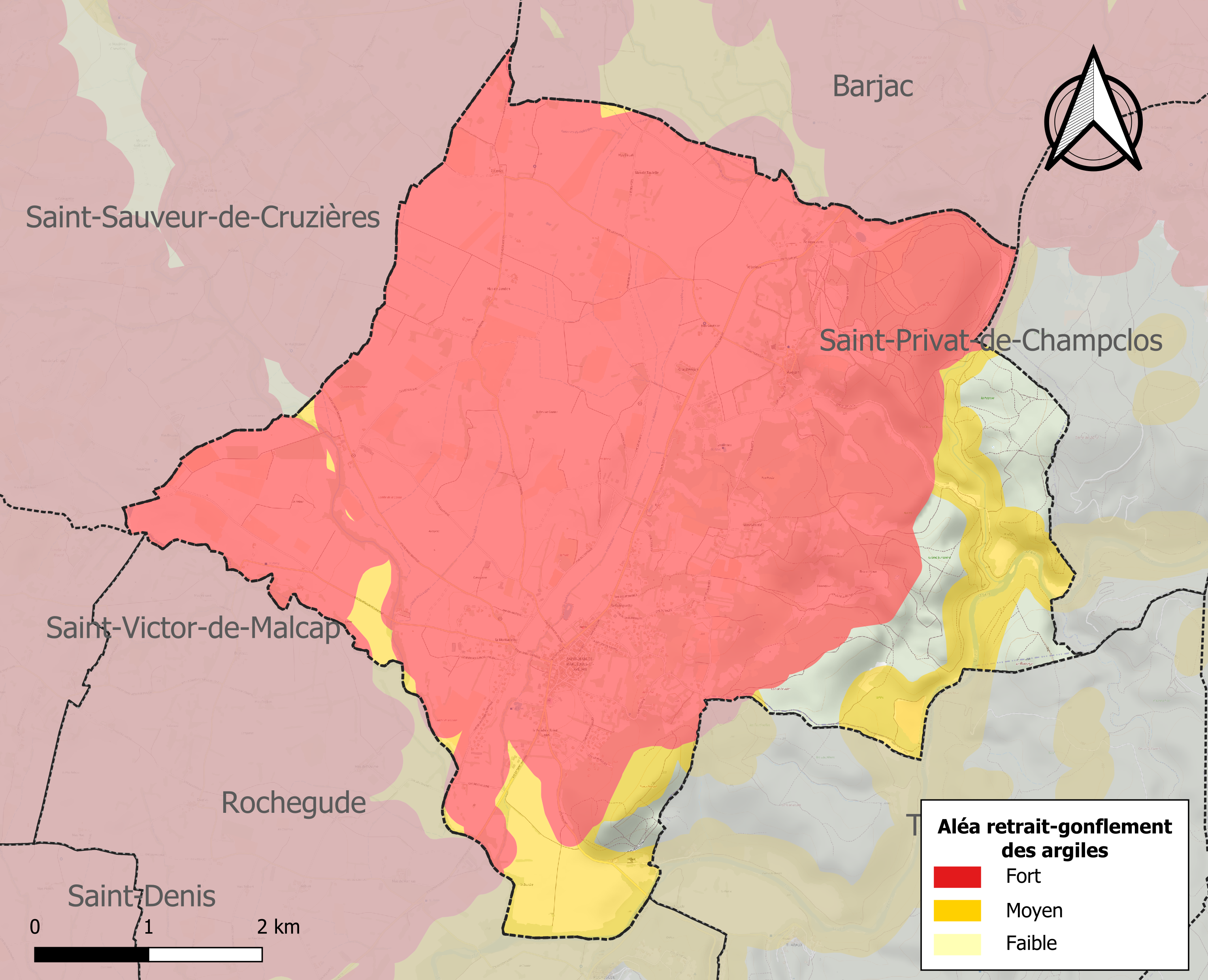
Carte des zones d'aléa retrait-gonflement des sols argileux de Saint-Jean-de-Maruéjols-et-Avéjan.

La commune est vulnérable au risque de mouvements de terrains constitué principalement du retrait-gonflement des sols argileux. Cet aléa est susceptible d'engendrer des dommages importants aux bâtiments en cas d’alternance de périodes de sécheresse et de pluie. 92,8 % de la superficie communale est en aléa moyen ou fort (67,5 % au niveau départemental et 48,5 % au niveau national). Sur les 523 bâtiments dénombrés sur la commune en 2019, 523 sont en aléa moyen ou fort, soit 100 %, à comparer aux 90 % au niveau départemental et 54 % au niveau national. Une cartographie de l'exposition du territoire national au retrait gonflement des sols argileux est disponible sur le site du BRGM,.
Par ailleurs, afin de mieux appréhender le risque d’affaissement de terrain, l'inventaire national des cavités souterraines permet de localiser celles situées sur la commune.
Concernant les mouvements de terrains, la commune a été reconnue en état de catastrophe naturelle au titre des dommages causés par la sécheresse en 2011 et 2017 et par des mouvements de terrain en 1983.

#### Risques technologiques
La commune est en outre située en aval du barrage de Sénéchas, un ouvrage de classe A doté d'un PPI. À ce titre elle est susceptible d’être touchée par l’onde de submersion consécutive à la rupture de cet ouvrage.

#### Risque particulier
Dans plusieurs parties du territoire national, le radon, accumulé dans certains logements ou autres locaux, peut constituer une source significative d’exposition de la population aux rayonnements ionisants. Certaines communes du département sont concernées par le risque radon à un niveau plus ou moins élevé. Selon la classification de 2018, la commune de Saint-Jean-de-Maruéjols-et-Avéjan est classée en zone 2, à savoir zone à potentiel radon faible mais sur lesquelles des facteurs géologiques particuliers peuvent faciliter le transfert du radon vers les bâtiments.

## Histoire
Dénominations
- Villa Sancti-Johannis-de-Marugolz en 1254.
- Sanctus-Johannes-de-Marojolis en 1384, plus tard,
- Saint-Jean-des-Asneaux, et Maruéjols-les-Anels en 1793.

C'est une paroisse du doyenné de Barjac, succursale érigée par décret du 17 prairial an XIII (6 juin 1805) avec vicariat décrété le 7 novembre 1818 ; la population se compose de 529 catholiques et 280 protestants ; l'annexe d'Avéjan et Belvezet donne un supplément de 348 catholiques. L'église paroissiale, en grande partie reconstruite et considérablement agrandie, fut  bénite par Monseigneur Plantier, le 18 novembre 1864. Elle est de style roman simple et sévère.
Avant 1790, c’était une paroisse du diocèse d'Uzès (doyenné de Saint-Ambroix) régie par un vicaire perpétuel. Le bénéfice du titre de la Décollation de Saint-Jean-Baptiste était un prieuré simple et séculier, à la pleine collation de l’évêque d'Uzès ; le vicaire était institué par l’évêque, sur la présentation du prieur local.
Divers débris gallo-romains indiquent que ce lieu a été habité fort anciennement ; la maison de Crussol d'Uzès y était en possession de tous ces droits fort étendus.
Le château de Saint-Jean tomba, en 1628, aux mains des huguenots de Rohan, à la suite de l'assemblée des protestants à Alais.
Rohan fit démanteler ce château qui appartenait à son vaillant adversaire le Marquis de Portes.
En janvier 1703, Cavalier incendia l'église et treize maisons du village ; vingt personnes, parmi lesquelles quatre femmes et un enfant de deux ans, furent massacrées. Une assemblée fut ensuite tenue sur la place publique et on força les catholiques à y assister.
Une ordonnance épiscopale du 2 mai 1715 unit le prieuré de Saint-Jean au séminaire d'Uzès. Avant 1789 le territoire actuel de la commune de Saint-Jean était partagé en 3 paroisses : Saint-Jean, Avéjan et Mannas. En 1790 l'Assemblée Nationale désigne Rivières-de-Theyrargues (actuelle Rivières) comme canton. C'est là que siègent pendant la terreur les commissaires civils munis de pouvoirs illimités, ce qui les incita à se livrer aux pires excès dans la région (1790-1795). Saint-Jean, soutenu par les municipalités voisines, aurait bien voulu être désignée comme canton, mais n'a jamais pu l'obtenir malgré ses 1 120 habitants.
Au cours de la Révolution française, la commune porte provisoirement le nom de Maruéjols-les-Anels.
En 1795 (an III) le canton de Rivières-de-Theyrargues est supprimé et rattaché au canton de Barjac qui dépend de l'arrondissement d'Alais (Alès actuellement).
La tour de l'horloge communale, ancien élément de fortification, fut exhaussée en 1902 et sa toiture couverte de tuiles vernissées « à la bourguignonne » et chapeautée d'un petit campanile de fer forgé abritant la cloche des heures.

## Économie

### Revenus
En 2018  (données Insee publiées en septembre 2021), la commune compte 412 ménages fiscaux, regroupant 868 personnes. La médiane du revenu disponible par unité de consommation est de 18 760 € (20 020 € dans le département).

### Emploi
|                | 2008   | 2013   | 2018   |
| -------------- | ------ | ------ | ------ |
| Commune        | 12,4 % | 15,1 % | 15,7 % |
| Département    | 10,6 % | 12 %   | 12 %   |
| France entière | 8,3 %  | 10 %   | 10 %   |

En 2018, la population âgée de 15 à 64 ans s'élève à 469 personnes, parmi lesquelles on compte 72,1 % d'actifs (56,3 % ayant un emploi et 15,7 % de chômeurs) et 27,9 % d'inactifs,. Depuis 2008, le taux de chômage communal (au sens du recensement) des 15-64 ans est supérieur à celui de la France et du département.
La commune est hors attraction des villes,. Elle compte 178 emplois en 2018, contre 224 en 2013 et 175 en 2008. Le nombre d'actifs ayant un emploi résidant dans la commune est de 270, soit un indicateur de concentration d'emploi de 65,7 % et un taux d'activité parmi les 15 ans ou plus de 44,7 %.
Sur ces 270 actifs de 15 ans ou plus ayant un emploi, 87 travaillent dans la commune, soit 32 % des habitants. Pour se rendre au travail, 84,2 % des habitants utilisent un véhicule personnel ou de fonction à quatre roues, 6,2 % s'y rendent en deux-roues, à vélo ou à pied et 9,6 % n'ont pas besoin de transport (travail au domicile).

### Activités hors agriculture

#### Secteurs d'activités
83 établissements sont implantés  à Saint-Jean-de-Maruéjols-et-Avéjan au 31 décembre 2019. Le tableau ci-dessous en détaille le nombre par secteur d'activité et compare les ratios avec ceux du département,.
| Secteur d'activité                                                                                        | Commune | Commune | Département |
| Secteur d'activité                                                                                        | Nombre  | %       | %           |
| --- | ------- | ------- | ----------- |
| Ensemble                                                                                                  | 83      |         |             |
| Industrie manufacturière, industries extractives et autres                                                | 10      | 12 %    | (7,9 %)     |
| Construction                                                                                              | 11      | 13,3 %  | (15,5 %)    |
| Commerce de gros et de détail, transports, hébergement et restauration                                    | 31      | 37,3 %  | (30 %)      |
| Activités financières et d'assurance                                                                      | 2       | 2,4 %   | (3 %)       |
| Activités immobilières                                                                                    | 1       | 1,2 %   | (4,1 %)     |
| Activités spécialisées, scientifiques et techniques et activités de services administratifs et de soutien | 8       | 9,6 %   | (14,9 %)    |
| Administration publique, enseignement, santé humaine et action sociale                                    | 14      | 16,9 %  | (13,5 %)    |
| Autres activités de services                                                                              | 6       | 7,2 %   | (8,8 %)     |

Le secteur du commerce de gros et de détail, des transports, de l'hébergement et de la restauration est prépondérant sur la commune puisqu'il représente 37,3 % du nombre total d'établissements de la commune (31 sur les 83 entreprises implantées  à Saint-Jean-de-Maruéjols-et-Avéjan), contre 30 % au niveau départemental.

#### Entreprises et commerces
Les deux entreprises ayant leur siège social sur le territoire communal qui génèrent le plus de chiffre d'affaires en 2020 sont : 
- Parc De Chasse De Fontcouverte, chasse, piégeage et services annexes (80 k€)
- SJ Invest, activités des sociétés holding (35 k€)

#### Gisement d'asphalte
Sur le territoire, il y a un gisement de roche asphaltique ou asphalte naturel qui est le seul en Europe à être encore en exploitation. L'asphalte naturel est une roche calcaire imprégnée de bitume. On trouve cette roche dans les gisements sédimentaires d'origine lacustre de l'ère tertiaire. Au cours des âges, des couches successives de calcaires se sont trouvées imprégnées de bitume d'origine certainement pétrolifère.
Le gisement de Saint-Jean-de-Maruéjols se présente sous la forme d'une couche de dix à douze mètres d'épaisseur, d'aspect lité, avec une imprégnation variable suivant les strates, dont la teneur en bitume moyenne est de l'ordre de 7 a 8 %, avec des passages pouvant aller jusqu’à 13 %.
Ce gisement a été découvert au milieu du XIXe siècle par des affleurements en surface dans les collines dominant la plaine de Saint-Jean, côté est. Des sondages en profondeur ont décelé sa présence souterraine et son importance.
La couche d'asphalte depuis les affleurements plonge vers le sud-ouest avec une inclinaison de l'ordre de 10 % et environ tous les 100 mètres par des failles d'une amplitude de 15 à 30 mètres.
C'est ainsi que sous Avéjan se trouve l'asphalte à une centaine de mètres et au puits Goldney, dans la plaine, à 290 mètres.
En 1859, après une campagne de sondages, le Service des Mines a découpé le gisement en quatre concessions :
- Concession du Mas Taullele,
- Concession d'Avejan et Fontcouverte,
- Concession de Rebessou,
- Concession de Saint Jean de Maruéjols.

Les deux premières, les plus au nord-est appartiennent à la Société des mines d'Asphaltes du centre (SMAC). Les deux suivantes, vers le sud-ouest, appartiennent à la Société Française des Asphaltes (SFA).

### Agriculture
La commune est dans le Bas-Vivarais, une petite région agricole occupant une petite frange nord du département du Gard. En 2020, l'orientation technico-économique de l'agriculture  sur la commune est la polyculture et/ou le polyélevage. 
|               | 1988 | 2000 | 2010 | 2020  |
| ------------- | ---- | ---- | ---- | ----- |
| Exploitations | 34   | 21   | 18   | 16    |
| SAU (ha)      | 828  | 854  | 780  | 1 047 |

Le nombre d'exploitations agricoles en activité et ayant leur siège dans la commune est passé de 34 lors du recensement agricole de 1988  à 21 en 2000 puis à 18 en 2010 et enfin à 16 en 2020, soit une baisse de 53 % en 32 ans. Le même mouvement est observé à l'échelle du département qui a perdu pendant cette période 61 % de ses exploitations,. La surface agricole utilisée sur la commune a quant à elle augmenté, passant de 828 ha en 1988 à 1 047 ha en 2020. Parallèlement la surface agricole utilisée moyenne par exploitation a augmenté, passant de 24 à 65 ha.

## Héraldique
| Blason de Saint-Jean-de-Maruéjols-et-Avéjan | Blason  | De sinople à la fasce losangée d'or et de gueules. |
| Blason de Saint-Jean-de-Maruéjols-et-Avéjan | Détails | Armoiries rendues par ordonnance le 16e jour du mois de septembre 1697 par MM. les Commissaires Généraux du Conseil : les armoiries, celles de la communauté des habitants de Saint-Jean-de-Maruéjols telles ont été peintes et figurées après avoir été reçues ont été enregistrées a l'armorial général dans le registre coté à Montpellier en conséquence du paiement des droits réglés par les Tarifs et Arrest du Conseil du 20e jour de novembre en l'an 1696. Brevet délivré à Paris le 22 juin 1894 |

## Politique et administration
- 1848-1901 : Xavier d'Entremaux

| Période                                  | Période  | Identité           | Étiquette | Qualité                                            |
| ---------------------------------------- | -------- | ------------------ | --------- | -------------------------------------------------- |
| 1959                                     | 1989     | Henri Champetier   | PCF       | Conseiller général du Canton de Barjac (1961-1973) |
| 1989                                     | 1998     | Marcel Vincent     | SE        |                                                    |
| 1998                                     | 2000     | Roger Teissonnière | SE        |                                                    |
| 2000                                     | 2005     | René Grasset       | SE        |                                                    |
| 2005                                     | En cours | Thierry Daublon    | SE        | Pharmacien                                         |
| Les données manquantes sont à compléter. |          |                    |           |                                                    |

## Démographie
L'évolution du nombre d'habitants est connue à travers les recensements de la population effectués dans la commune depuis 1793. Pour les communes de moins de 10 000 habitants, une enquête de recensement portant sur toute la population est réalisée tous les cinq ans, les populations de référence des années intermédiaires étant quant à elles estimées par interpolation ou extrapolation. Pour la commune, le premier recensement exhaustif entrant dans le cadre du nouveau dispositif a été réalisé en 2004.

En 2022, la commune comptait 856 habitants, en évolution de −10,27 % par rapport à 2016 (Gard : +2,97 %, France hors Mayotte : +2,11 %).
| 1793 | 1800 | 1806 | 1821  | 1831  | 1836  | 1841  | 1846  | 1851  |
| ---- | ---- | ---- | ----- | ----- | ----- | ----- | ----- | ----- |
| 700  | 719  | 759  | 1 002 | 1 081 | 1 186 | 1 291 | 1 380 | 1 457 |

| 1856  | 1861  | 1866  | 1872  | 1876  | 1881  | 1886  | 1891  | 1896  |
| ----- | ----- | ----- | ----- | ----- | ----- | ----- | ----- | ----- |
| 1 345 | 1 363 | 1 340 | 1 284 | 1 227 | 1 121 | 1 139 | 1 100 | 1 149 |

| 1901  | 1906  | 1911  | 1921  | 1926 | 1931  | 1936 | 1946 | 1954 |
| ----- | ----- | ----- | ----- | ---- | ----- | ---- | ---- | ---- |
| 1 138 | 1 224 | 1 166 | 1 007 | 937  | 1 022 | 919  | 869  | 834  |

| 1962 | 1968 | 1975 | 1982 | 1990 | 1999 | 2004 | 2006 | 2009 |
| ---- | ---- | ---- | ---- | ---- | ---- | ---- | ---- | ---- |
| 806  | 791  | 774  | 766  | 766  | 810  | 824  | 840  | 920  |

| 2014 | 2019 | 2022 | - | - | - | - | - | - |
| ---- | ---- | ---- | - | - | - | - | - | - |
| 960  | 852  | 856  | - | - | - | - | - | - |

## Culture locale et patrimoine

### Lieux et monuments

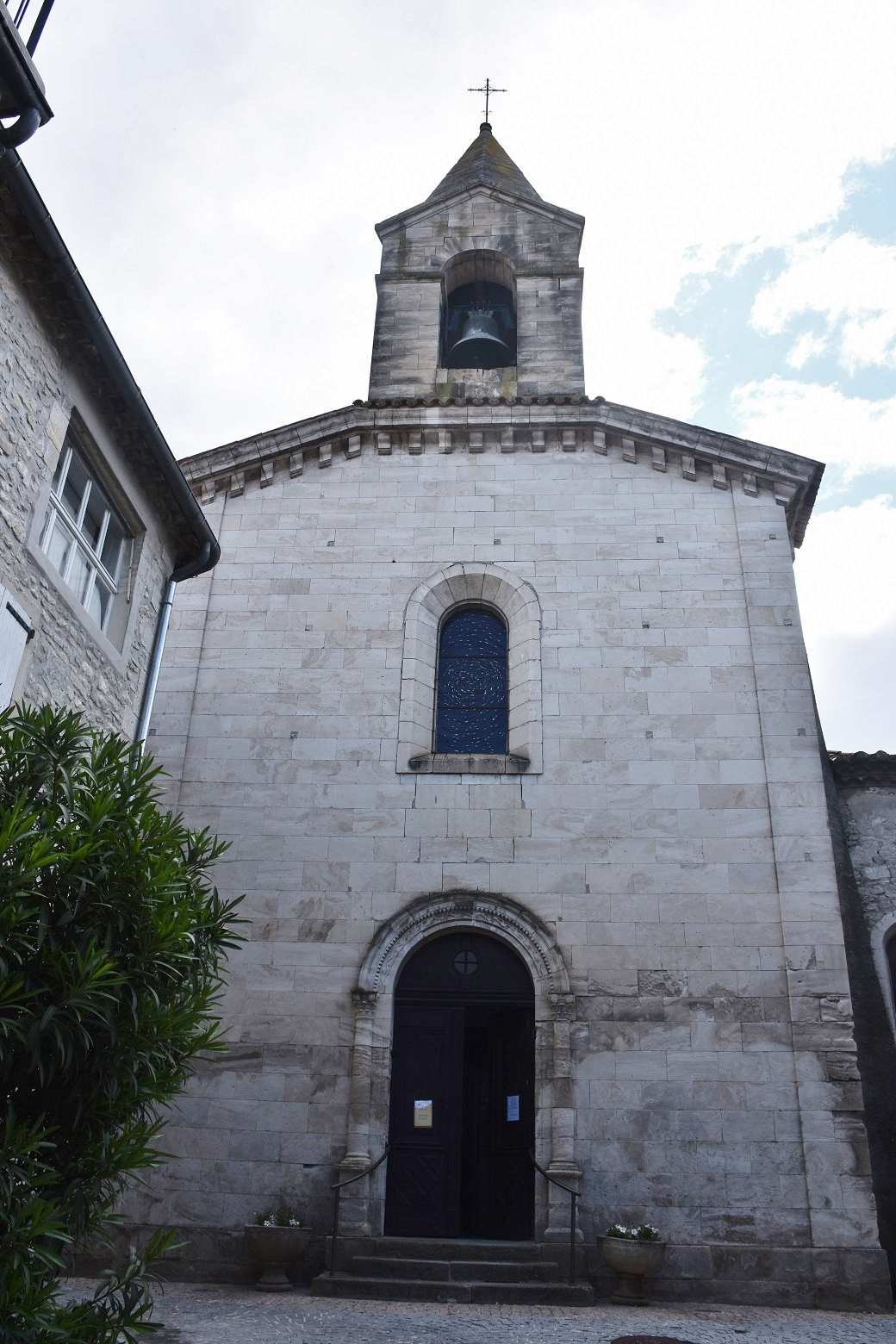
Église de Saint-Jean-de-Maruéjols-et-Avéjan.

La commune abrite un monument historique :
- Le château d'Avéjan, inscrit par arrêté du 22 mars 2018[37].

Autres monuments :
- Église paroissiale Saint-Jean de Saint-Jean-de-Maruéjols-et-Avéjan.
- Église Saint-Pierre d'Avéjan.
- Temple protestant de Saint-Jean-de-Maruéjols-et-Avéjan.
- La place de l'horloge, refaite et inaugurée en juillet 2008, constitue la partie centrale du village.
- Le pont romain sur la Claysse, la tour de l'Horloge au toit en tuiles vernissées sur la place de Saint-Jean, la chapelle romane d'Avéjan.

### Sports
L’Aïkido club maruejois, affilié à la FFAB a été créé en 2008 et compte une vingtaine de licenciés. Les cours sont assurés par deux enseignants (ceintures noires 1er et 2e dans).
Le Football Club de Saint-Jean-de-Maruéjols évolue en 2008 en première division de district (niveau départemental).
Chaque année depuis 1997, le premier week-end de septembre, l'association l'Étoile Maruéjoise organise un « raid nature » mêlant VTT, course d'orientation et parcours en canoë sur la Cèze.
À la sortie du village un centre de vacances Vacanisport est ouvert de juin à septembre. Les activités disponibles sont : accrobranche, balade en quad, mini-quad, balade en buggy, mini-buggy, parcours tir à l'arc, location VTT, escalade, spéléologie, canyoning.

### Art et culture
L'association l'Étoile Maruéjoise organise tout au long de l'année diverses manifestations culturelles et artistiques ainsi que différents cours et atelier hebdomadaires : bridge, théâtre, chorale, mosaïque, aquarelle, conversation anglais, etc.

### Associations
Le Relais familles est géré par l'association Familles Rurales. C'est un lieu de vie ouvert à tous. Le Relais Familles propose des activités variés comme l'initiation à l'informatique, les ateliers brico / déco, les soirées jeux de société, les interventions autour de l'environnement.

### Commerce
Le village compte des commerces et services tels qu'hôtels, restaurants, bar-tabac, boulangerie, épicerie, boucherie, coiffeurs, fleuriste, pharmacie, cabinet médical et dentaire, La Poste.

### Personnalités liées à la commune
- Louis Comte (1857-1926), pasteur de l'Église Réformée de Saint-Étienne, fut notamment le fondateur de l'Œuvre des Enfants à la Montagne.